# Punk Goes 90's 2
Punk Goes 90's 2 è la quindicesima compilation della serie Punk Goes... della Fearless Records, la seconda contenente reinterpretazioni di brani originariamente pubblicati negli anni novanta, pubblicata il 1 aprile 2014, a distanza di 8 anni dalla prima.

## Tracce
1. Get Scared – My Own Worst Enemy (Lit) – 3:01
2. Memphis May Fire – Interstate Love Song (Stone Temple Pilots) – 3:14
3. Asking Alexandria – Closer (Nine Inch Nails) – 6:21
4. The Color Morale – Everlong (Foo Fighters) – 4:02
5. Chunk! No, Captain Chunk! – All Star (Smash Mouth) – 3:20
6. Mayday Parade – Comedown (Bush) – 5:32
7. Motionless in White – Du hast (Rammstein) – 3:57
8. Yellowcard – Today (The Smashing Pumpkins) – 3:22
9. Hands Like Houses – Torn (Natalie Imbruglia) – 3:47
10. The Ghost Inside – Southtown (P.O.D.) – 4:09
11. Falling in Reverse – Gangsta's Paradise (Coolio feat. L.V.) – 3:54
12. Ice Nine Kills – Good Riddance (Time of Your Life) (Green Day) – 3:03

## Classifiche
| Classifica (2014)         | Posizione massima |
| ------------------------- | ----------------- |
| Stati Uniti               | 41                |
| Stati Uniti (independent) | 8                 |
| Stati Uniti (alternative) | 10                |
| Stati Uniti (rock)        | 13                |
| Stati Uniti (hard rock)   | 7                 |